# El Naranjito (Veracruz)
El Naranjito es una localidad del estado mexicano de Veracruz. Es parte del municipio de Cosoleacaque.

## Demografía
| Censo | Población |
| ----- | --------- |
| 1995  | 7 854     |
| 2000  | 8 319     |
| 2005  | 8 164     |
| 2010  | 7 574     |
| 2020  | 6 957     |